# Von-Hámos-Geometrie
Die Von-Hámos-Geometrie beschreibt einen optischen dispersiven Aufbau, der meist in Röntgenspektrometern zur Verbesserung des erfassbaren Raumwinkels und des Signal-zu-Rausch-Verhältnisses verwendet wird. Insbesondere die Form des dispersiven Elementes, meist eines Kristalls, ist in dieser Geometrie senkrecht zur Dispersionsrichtung gekrümmt. Diese Geometrie wurde erstmals 1932 von Ladislaus von Hámos vorgestellt.

## Exkurs: Anwendung und Funktion
In Spektrometeraufbauten wird die einfallende Strahlung durch ein dispersives Elements (z. B. einen Kristall) spektral aufgespalten und kann dadurch wellenlängenabhängig analysiert werden. Insbesondere bei Röntgenspektrometern ist eine hohe Effektivität dieses dispersiven Elements vonnöten, damit die Intensität und das Signal-zu-Rausch-Verhältnis der spektral aufgespaltenen Strahlung genügend hoch sind. Es werden mehrere „Geometrien“ unterschieden, die beschreiben, wie Quelle, dispersives Element und Detektor geformt und angeordnet sind.
Die Von-Hámos-Geometrie wird in auf Bragg-Beugung basierenden Spektrometern verwendet. Die Anordnung verbindet die Vorteile von Bragg-Spektrometern mit planen Kristallen (hohe Auflösung) mit der von Johann/Johansson-Anordnungen (höhere Luminosität).
Im Folgenden wird von einer divergenten polychromatischen Strahlung als Quelle ausgegangen.

## Grundprinzip

Vergleich einer Geometrie mit flachem Kristall, der Von-Hámos-Geometrie sowie der angepassten Von-Hámos-Geometrie

Die Von-Hámos-Geometrie beruht auf einer Krümmung des Kristalls entlang einer Zylinderform entlang der Dispersionsrichtung wie in der Abbildung rechts (b) zu sehen ist. Dadurch wird die spektral aufgespaltene Strahlung refokussiert, wodurch sich der erfassbare Raumwinkel des Detektors vergrößert bei gleichbleibender Detektorgeometrie. Diese Fokussierung führt außerdem zu einem besseren Signal-zu-Rausch-Verhältnis, da bei einem Flächendetektor das Signal auf eine kleinere Fläche fokussiert und damit verstärkt wird.

## Angepasste Von-Hámos-Geometrie
Durch eine Kippung des Detektors entlang sagittaler Richtung kann die Detektorgröße, insbesondere die Länge weiter verringert werden (siehe Abbildung rechts (c)). Außerdem verbessert sich das spektrale Auflösungsvermögen durch dieses Schrägstellen, durch eine Minimierung von Verschmierungen in sagittaler Richtung.